# جرج استیونز
جرج استیونز (انگلیسی: George Stevens؛ زاده ۱۸ دسامبر ۱۹۰۴ درگذشته ۸ مارس ۱۹۷۵) کارگردان اهل ایالات متحده آمریکا بود. وی بین سال‌های ۱۹۱۵ تا ۱۹۷۰ میلادی فعالیت می‌کرد. از فیلم‌های او می‌توان به مکانی در آفتاب و چرخش زمان اشاره کرد.

## جوایز و افتخارات
- پیاده‌روی مشاهیر هالیوود
- جایزه اسکار یادبود ایروینگ جی. تالبرگ (۱۹۵۴)
- جایزه اسکار افتخاری

## گزیدهٔ فیلم‌شناسی
- دست مریزاد (۱۹۲۷)
- آقای باگز محترم (۱۹۲۷)
- قانون هیچ‌کس (۱۹۲۷)
- آیا مردان متأهل باید به خانه بروند؟ (۱۹۲۸)
- دستکاری نهایی (۱۹۲۸)
- دو ملوان (۱۹۲۸)
- ولشون کن بخندن (۱۹۲۸)
- لحظه سرنوشت‌ساز (۱۹۲۸)
- زندان (۱۹۲۹)
- عشق بز (۱۹۲۹)
- مردان نبرد (۱۹۲۹)
- مأموران دریافت قسط (۱۹۲۹)
- اونها ترکوندن (۱۹۲۹)
- بداخلاق‌ها (۱۹۳۰)
- زود گمشید بیرون! (۱۹۳۲)
- آلیس آدامز (۱۹۳۵)
- چرخش زمان (۱۹۳۶)
- مکانی در آفتاب (۱۹۵۱)
- شین (۱۹۵۳)
- غول (۱۹۵۶)